# Тауразький район
Тауразький район (Тауразьке районне самоврядування; лит. Tauragės rajono savivaldybė) — адміністративна одиниця в  Тауразькому повіті  Литви.

## Населені пункти
- 2 міста — Скаудвіле і Таураге;
- 4 містечка — Батакяй, Гаура, Паграмантіс і Жігайчяй;
- 320 сіл.

Чисельність населення (2001):
- Таураге — 29 124
- Скаудвіле — 2 140
- Таурай посилання — 1 891
- Лауксаргяй — 700
- Жігайчяй — 643
- Адакавас — 617
- Мажонай — 577
- Паграмантіс — 564
- Буткеляй — 498
- Ейчяй — 475

## Староства
Район включає 8 староств:
- Батакяйське (лит. Batakių seniūnija; адм. Центр: Батакяй)
- Гауреське (лит. Gaurės seniūnija; адм. Центр: гаура)
- Жігайчяйське (лит. Žygaičių seniūnija; адм. Центр: Жігайчяй)
- Лауксаргяйське (лит. Lauksargių seniūnija; адм. Центр: Лауксаргяй)
- Мажонайське (лит. Mažonų seniūnija; адм. Центр: Мажонай)
- Скаудвільське (лит. Skaudvilės seniūnija; адм. Центр: Скаудвіле)
- Тауразьке (лит. Tauragės seniūnija; адм. Центр: Таураге)
- Тауразьке міське (лит. Tauragės miesto seniūnija; адм. Центр: Таураге)